# Slovačka košarkaška reprezentacija
Slovačka košarkaška reprezentacija predstavlja Slovačku na međunarodnim natjecanjima. Krovna organizacija pod kojom djeluje je Slovački košarkaški savez.
Članicom je FIBA-e od 1993. godine.
Svijetli dres slovačke reprezentacije bijele je boje, a tamni plave.
Reprezentacija trenutno igra u A diviziji kvalifikacija za svjetsko prvenstvo 2023.
Iako danas nije jaka u europskim okvirima, slovačka je košarka u vrijeme dok je bila dijelom Čehoslovačka dala poznata europska košarkaška imena poput Stanislava Kropilka i Richarda Petruške.
Jedno su vrijeme Slovačku trenirali hrvatski treneri Ivan Rudež i Žan Tabak.

## Vanjske poveznice
- (slovački) Slovački košarkašji savez
- (slovački) Košarka u Slovačkoj  Arhivirana inačica izvorne stranice od 1. listopada 2009. (Wayback Machine)